# 希兰灰木
希兰灰木（学名：Symplocos shilanensis）为灰木科灰木属下的一个种。